# بدويايزر
بدويايزر (بالإنجليزية: Budweiser)‏ هي جعة شاحبة على الطريقة الأمريكية أنتجتها أنهايزر بوش، وهي جزء من ماركة أنشأها كارل كونراد وشركاه في سانت لويس بولاية ميسوري عام 1876، أصبحت بدويايزر واحدة من أكبر أنواع الجعة مبيعًا في الولايات المتحدة.
قد يشير مسمى بدويايزر أيضًا إلى بيرة الجعة الشاحبة غير ذات الصلة، والتي نشأت في تشيسكي بوديوفيتسه، جمهورية التشيك التي تنتجها مصنع الجعة بدويايزر بودفار. أدى الوجود الموازي لعلامتين تجاريتين منفصلتين تحمل الاسم نفسه إلى ظهور سلسلة من النزاعات المتعلقة بالعلامات التجارية بينهما. عادة، يتم منح أنهايزر بوش أو بدويايزر بودفار الاستخدام الحصري لاسم بدويايزر في سوق معين.
تستخدم أنهايزر بوش عادةً ماركة باد لبيرة عندما لا يتوفر بدويايزر. تتوفر في أكثر من 80 دولة، ولكن ليس تحت اسم بدويايزر حيث لا تمتلك أنهايزر بوش العلامة التجارية. بدويايزر عبارة عن بيرة مصفاة، متوفرة في مسودة وفي زجاجات وعلب، مصنوعة (على عكس الجعة التشيكية) مع ما يصل إلى 30٪ من الأرز بالإضافة إلى القفزات والشعير الشائع في الجعة.